# 中国人民解放军西部战区总医院
中国人民解放军西部战区总医院，本部位于四川省成都市金牛区蓉都大道270号，隶属西宁联勤保障中心，为三级甲等医院。

## 简介
医院的前身是第一次国共内战时期的红二军团医疗队。第二次国共内战时期，随中国人民解放军第十八兵团进入四川，曾先后改为川西军区卫生学校教学医院、四川军区后方勤务部甲级陆军医院、西南军区第十七陆军医院、中国人民解放军第四十二陆军医院，1956年3月正式改编为中国人民解放军成都军区总医院。
1994年，医院被中华人民共和国卫生部评为全军首批“三级甲等医院”。1995年，医院被中华人民共和国卫生部、联合国儿童基金会、世界卫生组织评为“爱婴医院”。2005年，医院被成都市评为“诚信示范医院”。2008年，医院被评为“全国百强优质服务示范医院”。2010年，医院被评为“全国改革创新医院”。2012年，医院被评为“全国医院文化建设先进单位”。
2009年，成都军区总医院口腔科整体迁至红星路一段1号，成立成都军区总医院附属口腔医院。
2016年，在深化国防和军队改革中，中国人民解放军成都军区总医院由中国人民解放军成都军区转隶西宁联勤保障中心，并更名中国人民解放军成都总医院。
2018年，更名为中国人民解放军西部战区总医院，但其西门外的地铁站仍称军区总医院站。

## 历任领导
| 院长 …… - 曹勇（？—？） - 沈毅（？—？） - 杨永健（？—） | 政治委员 …… - 马荣恩（？—？） - 姚榕（？—？） - 杜宜凯（？—2016年） - 宋宗清（2016年—） |